# 眩人
『眩人』（げんじん）は、松本清張の歴史小説。仏教僧・玄昉の視点から、唐の都・長安や奈良時代の宮廷を描く長編小説。『中央公論』に連載され（1977年2月号 - 1980年9月号）、1980年11月に中央公論社から刊行された。眩人（あるいは幻人）とは、著者の説明によれば、魔法使いに近く、ペルシア人など西域出身の、麻薬を道具にした術師を指している。

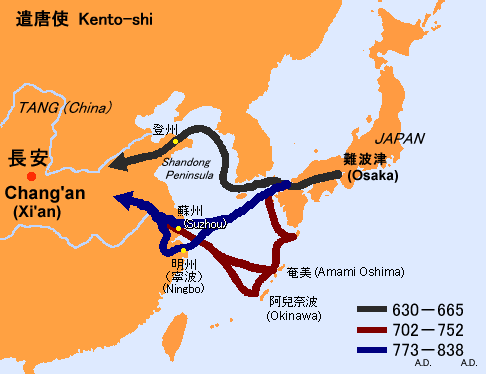
遣唐使のルート（玄昉は717年に渡唐した）

## あらすじ
唐に渡り十数年、日本への帰国を考えていた玄昉は、堕落した生活を送る日本僧・惟安の伝手で、西域の商人・康忠恕と知り合う。日本の薬草知識に興味を持った康忠恕は、玄昉をゾロアスター教徒の集う祠に誘う。地下の斎場で供された液体を飲んだ玄昉は、不可思議で淫猥な幻想の夢を見る。
西域出身の少年・康許生を伴い帰朝した玄昉は、唐で仕込んだ知識と幻術を武器に、朝廷での権力伸張を狙う。

## 参考文献

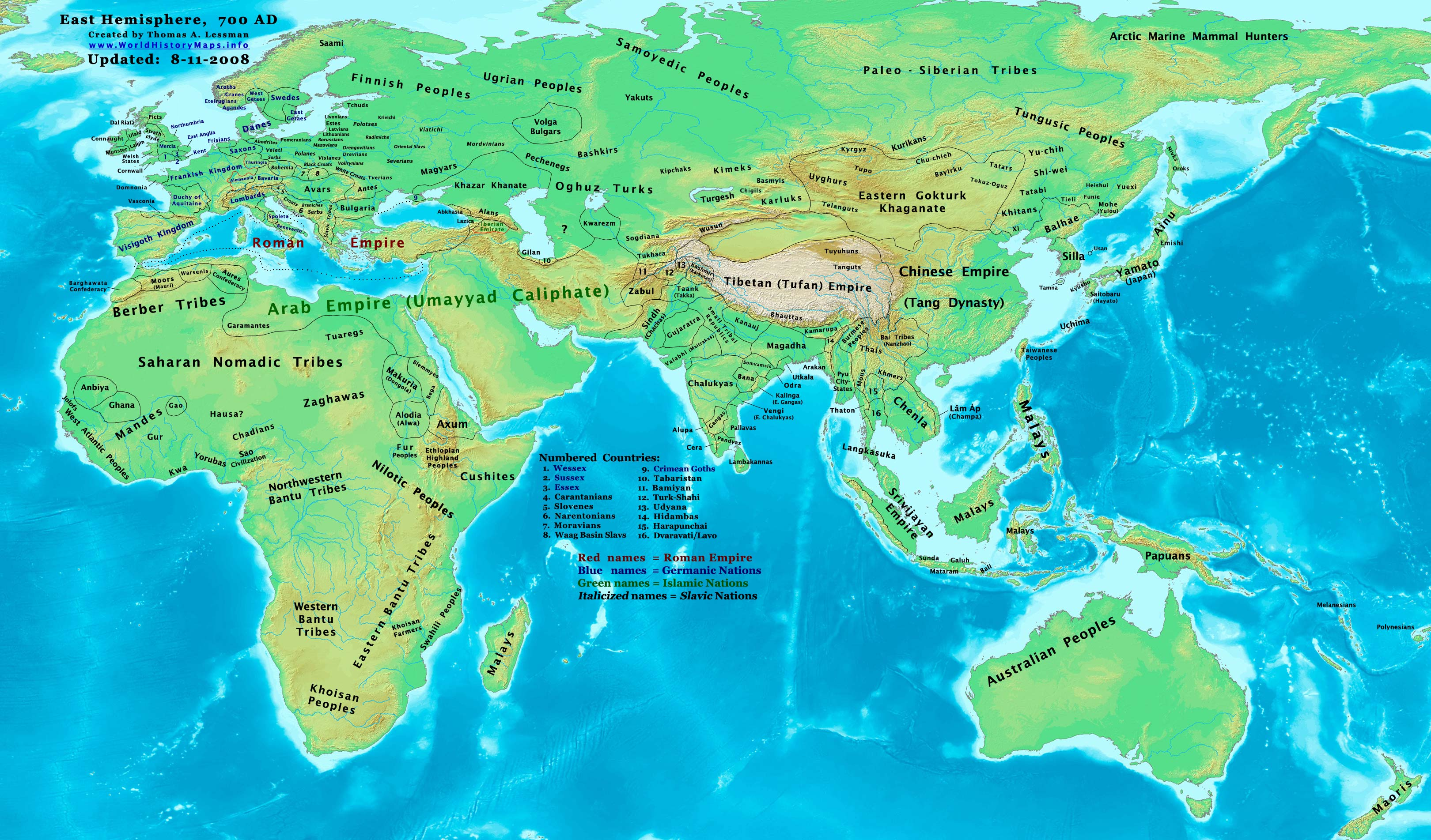
紀元700年頃におけるアジア諸地域

## 登場人物
作中における設定を記述。
玄昉
遣唐使に学問僧として参加したが、目下長安の風俗街で色事に耽る日々を送る。他方、帰国後の自分の有利を考慮し、精力的に立ち回る。
李密翳
「続日本紀」中、一ヶ所言及のある人物。作中では、架空の西域人「康許生」が改名した人物となっている。玄昉を師と呼ぶ。
吉備真備
作中では下道（しもつみちの）真備と呼ばれる。努力型で凡庸だが、権力動向には敏感。利害の一致した玄昉と組む。
藤原宮子
首皇子（後の聖武天皇）を出産後、心的障害となるが、ある方法によって回復する。
聖武天皇
幼少時から宮人に大事に育てられる。藤原広嗣の乱後、遷都事業・大仏建立を熱心に進める。
光明皇后
聖武天皇を実質的に動かす存在になる。